# Пру, Адольф
Адольф Пру (фр. Adolphe Proulx, англ. Adolphe Proulx; 12 декабря 1927, Хаммер, провинция Онтарио, Канада — 22 июля 1987, Гатино, провинция Квебек, Канада) —  прелат Римско-католической церкви, вспомогательный епископ Су-Сент-Мари, 1-й титулярный епископ Миссуа, 5-й епископ Александрии, 2-й епископ Холла и 1-й епископ Гатино-Холла.

## Биография
Адольф Пру родился в Хаммере, в провинции Онтарио 12 декабря 1927 года. Обучался в колледже Святейшего Сердца в Садбери. Продолжил образование в семинарии святого Августина в Торонто.
По окончании семинарии, он был рукоположен в сан священника Ральфом Диньяном, епископом Су-Сент-Мари в про-кафедральном соборе Успения Девы Марии в Норт-Бей 27 мая 1954 года. С 1954 по 1958 год служил на приходах епархии Су-Сент-Мари: в 1954 году — викарием прихода святого Викентия де Поля в Норт-Бей, с 1955 по 1958 год — викарием прихода в Конистоне. В 1958 году новый епископ Александр Картер на два года отправил его в Рим для изучения канонического права. После возвращения, в 1960 году Адольф Пру был назначен канцлером епархии Су-Сент-Мари.
2 января 1965 года римский папа Павел VI номинировал его в титулярные епископы Миссуа и назначил вспомогательным епископом Су-Сент-Мари. Епископскую хиротонию своего ауксилиария всё в том же соборе Успения Девы Марии в Норт-Бей 24 февраля 1965 года возглавил епископ Александр Картер, которому сослужили епископ Джеральд Эмметт Картер и титулярный архиепископ Льюис Левеск. Таким образом, в возрасте тридцати одного года Адольф Пру стал самым молодым католическим епископом в Канаде. Участвовал в четвёртой сессии Второго Ватиканского собора, которая проходила в Риме с 14 сентября по 8 декабря 1965 года. С 1965 по 1967 год местом его служения был приход святой Анны в Садбери.
28 апреля 1967 года он был назначен епископом Александрии, в провинции Онтарио. 13 февраля 1974 года его перевели на кафедру Холла. Приступил к управлению новой епархией 30 марта того же года. До июня 1974 года исполнял обязанности апостольского администратора епархии Александрии. 1 марта 1982 года епархия Холла была переименована в епархию Гатино-Холла, и Адольф Пру получил новый титул епископа Гатино-Хола. 22 июля 1987 года тело епископа было обнаружено полицией в реке Святого Лаврентия, в Гатино. Официальной причиной смерти был объявлен несчастный случай, во время которого епископ утонул. По неофициальной версии, это было убийство. Труп Адольфа Пру был обнаружен лицом вниз в реке у самого берега, недалеко от коттеджа, в котором жила его сестра. Перед смертью епископ был кастрирован, некоторые части его тела были засунуты ему в рот.

### Личность епископа
По мнению современников, епископ Адольф Пру был лидером движения за социальные перемены в Римско-католической церкви в Канаде. Служил примером христианского сострадания. Активно участвовал в работе Комиссии по социальным вопросам Канадской епископской конференции. Возглавлял Межцерковный комитет по правам человека в Латинской Америке. Лично провёл несколько расследований по фактам нарушения прав человека в Гватемале и Чили.
Тем не менее, серия раскрытых преступлений сексуального характера, совершенных в отношении несовершеннолетних католиков несколькими католическими клириками в Канаде, заставляет подозревать Адольфа Пру в том, что во время управления епархиями, он скрывал подобные факты, тем самым, покровительствуя священникам-педофилам.